# Château Chotek
Le château Chotek (en serbe cyrillique : Котеков дворац ; en serbe latin : Kotekov dvorac), également connu sous les noms de château Hadik et de château de Futog, est situé à Futog, sur le territoire de la ville de Novi Sad, en Serbie. En raison de sa valeur patrimoniale, il est inscrit sur la liste des monuments culturels protégés de la république de Serbie (identifiant no SK 1603).

## Historique

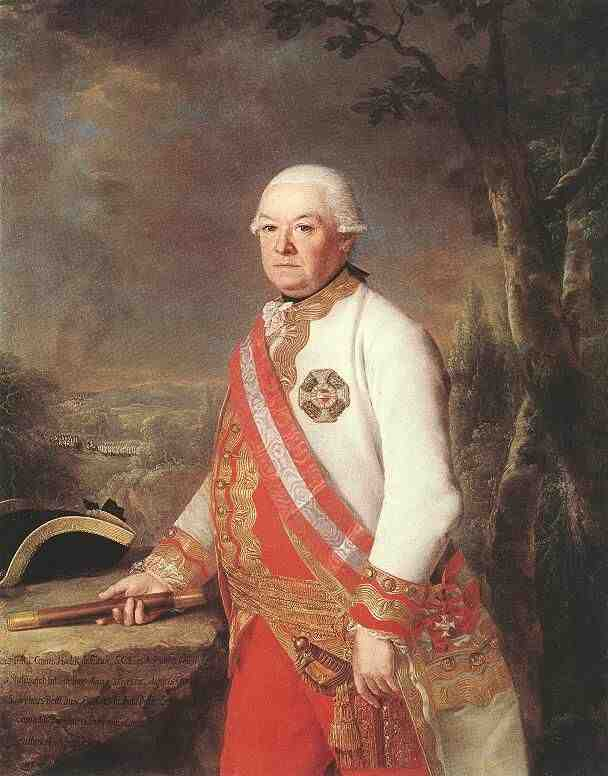
Andreas Hadik, par Georg Weikert, 1783

De 1744 à 1770, un manoir situé à l'emplacement de l'actuel château appartenait à la famille Čarnojević, dont l'un des membres, Mihailo Čarnojević, fut à cette époque « prince » de Futog. En 1769, le comte Andreas Hadik, maréchal hongrois de l'Empire des Habsbourg et chef du Conseil de guerre à la cour de Vienne, devint à son tour prince de la ville ; il racheta le manoir en 1770 et, en 1777, il le fit transformer en château sur des plans de l'architecte Franciscus de Paola Manetha. En 1805, le château devint la propriété de la famille Chotek et resta dans ses possessions jusqu'en 1922. L'archiduc François-Ferdinand d'Autriche y résida avec sa femme Sophie Chotek quelques jours avant l'attentat de Sarajevo.
Après la Première Guerre mondiale, Rudolf III Chotek fut ruiné par la réforme agraire et, en 1921, il mourut sans descendance directe, laissant ainsi le château à ses sœurs Henriette et Gabrielle, qui vendirent la propriété. Le château fut alors racheté par le comte Franz Schönborn puis, ayant encore changé de main, il fut transformé en hôpital de guerre pour les soldats du front de Syrmie en 1944.
Il abrite aujourd'hui l'école secondaire d'agriculture de Futog.

## Architecture

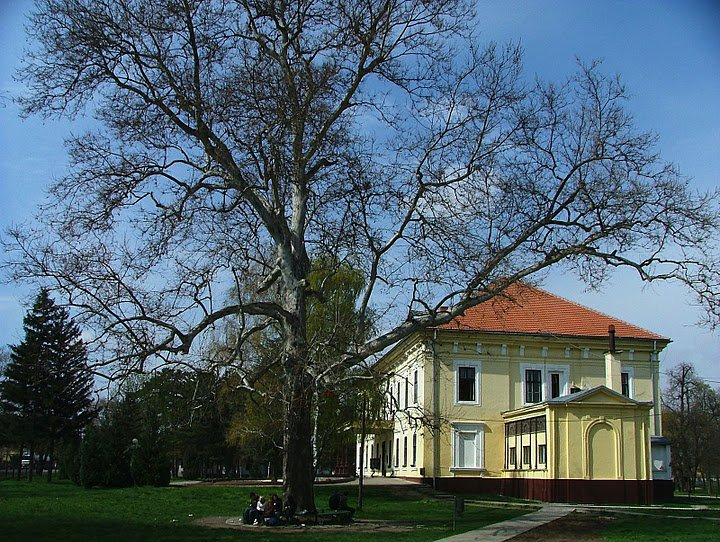
Autre vue du château

Le château Chotek conserve encore aujourd'hui son aspect originel de résidence aristocratique de style baroque ; les modifications effectuées ne concernent que l'intérieur de l'édifice et quelques éléments décoratifs sur les façades.
Le bâtiment s'inscrit dans un plan rectangulaire. Sur le côté, une annexe servant de serre y a été ajoutée vraisemblablement au milieu XIXe siècle ; datant sans doute de la même époque, une grande terrasse soutenue par des piliers en fer forgé est venue compléter la façade principale. Les façades sont sobrement rythmées par des fenêtres moulurées présentes au rez-de-chaussée comme à l'étage ; elle se terminent par un attique décoré de motifs en plâtre et par une corniche juste en-dessous du toit.
Le hall d'entrée est orné d'un escalier monumental en fer forgé ; à l'étage, le bâtiment a conservé une grande salle de réception. En revanche, l'intérieur dans son ensemble a été adapté aux besoins d'un établissement scolaire.
Parmi les curiosités du château figure un tunnel construit au début du XXe siècle qui le relie en passant sous la route à l'église catholique du Sacré-Cœur-de-Jésus, construite entre 1906 et 1908. Au sous-sol se trouvent encore les vestiges d'une prison dont le détenu le plus célèbre fut le maréchal allemand August von Mackensen, qui y a été emprisonné en 1919.